# Jean-Louis Barrault
 Der er for få eller ingen kildehenvisninger i denne artikel, hvilket er et problem. Du kan hjælpe ved at angive troværdige kilder til de påstande, som fremføres i artiklen.

Jean-Louis Barrault (8. september 1910  i Vésinet (Yvelines) – 22. januar 1994 i Paris) var en fransk skuespiller, mimiker og teaterinstruktør, internationalt kendt for især rollen som Baptiste Debureau i Marcel Carnés film Paradisets Børn.

## Teater
Barrault studerede teater hos Charles Dullin i hvis teatertrup han spillede 1933-1935. Han blev siden uddannet mimiker hos Étienne Decroux. 1940-1946 arbejdede han på Comédie-Française, hvor han bl.a. instruerede Paul Claudels Le Soulier de satin og Jean Racines Phèdre.
Han var siden engageret som instruktør på flere parisiske teatre, og blev af kulturminister André Malraux i 1959 udnævnt til leder af Odéon-teatret. Her satte han i 1960 Eugene Ionescos Næsehornene og i 1963 Samuel Becketts Glade dage op.
Under studenteroprøret i 1968 åbnede Barrault sit teater for oprørerne, som han lod besætte teatret i en måned; herefter afskedigede kulturministeren ham.
Sammen med sin hustru, skuespilleren Madeleine Renaud, havde han allerede i 1940 dannet et teaterselskab, som efter Odéon-tiden indrettede sig på skiftende scener i Paris.

## Film
Af de knap 50 film, Jean-Louis Barrault medvirkede i, kan nævnes Ettore Scolas Natten i Varennes og ikke mindst  Marcel Carnés Paradisets børn.

## Død
Barrault døde 83 år gammel i 1994 efter et hjerteslag. Han ligger begravet sammen med hustruen, som døde samme år, i Parisbydelen Passy.